# Élections législatives de 1986 dans les Yvelines
Les élections législatives françaises de 1986 ont lieu le 16 mars 1986. Dans le département des Yvelines, douze députés sont à élire dans le cadre d'un scrutin proportionnel par liste départementale à un seul tour.

## Élus
| Député élu           |  | Parti     |
| -------------------- |  | --------- |
| Michel Rocard        |  | PS        |
| Martine Frachon      |  | PS        |
| Bernard Schreiner    |  | PS        |
| Guy Malandain        |  | PS        |
| Michel Péricard      |  | RPR       |
| Franck Borotra       |  | RPR       |
| Robert Wagner        |  | RPR       |
| Étienne Pinte        |  | RPR       |
| Christine Boutin     |  | diss. UDF |
| Georges-Paul Wagner  |  | FN        |
| Paul-Louis Tenaillon |  | UDF (CDS) |
| Jacqueline Hoffmann  |  | PCF       |

À la suite du décès de Robert Wagner, Jacques Masdeu-Arus le remplace, suivant de liste.

## Résultats

### Résultats à l'échelle du département
| Liste Parti politique | Liste Parti politique                                                                                                | Tête de liste        | Tour unique | Tour unique | Sièges |
| Liste Parti politique | Liste Parti politique                                                                                                | Tête de liste        | Voix        | %           | Sièges |
| --------------------- | --- | -------------------- | ----------- | ----------- | ------ |
|                       | Pour une majorité de progrès avec le président de la République Parti socialiste                                     | Michel Rocard        | 176 383     | 31,04       | 4      |
|                       | Liste RPR en Yvelines Rassemblement pour la République                                                               | Michel Péricard      | 166 264     | 29,26       | 4      |
|                       | Rassembler les Yvelines pour la France Divers droite (diss. UDF)                                                     | Christine Boutin     | 59 115      | 10,40       | 1      |
|                       | Liste de Rassemblement national présentée par le Front national Front national                                       | Georges-Paul Wagner  | 59 105      | 10,40       | 1      |
|                       | Liste UDF du renouveau Union pour la démocratie française (CDS - PR - PRV - CPR)                                     | Paul-Louis Tenaillon | 50 748      | 8,93        | 1      |
|                       | Liste présentée par le Parti communiste français Parti communiste français                                           | Jacqueline Hoffmann  | 36 249      | 6,38        | 1      |
|                       | Écologie 78 Les Verts                                                                                                | André Hautot         | 11 707      | 2,06        | 0      |
|                       | Liste Lutte ouvrière Lutte ouvrière                                                                                  | Daniel Bénard        | 4 705       | 0,83        | 0      |
|                       | Liste du Mouvement pour un parti des travailleurs Yvelines Extrême gauche (Mouvement pour un parti des travailleurs) | Jean Delarue         | 1 783       | 0,31        | 0      |
|                       | Liste du Parti ouvrier européen Extrême droite (Parti ouvrier européen)                                              | Philippe Cadoux      | 1 159       | 0,20        | 0      |
|                       | Liste LCR Ligue communiste révolutionnaire                                                                           | Philippe Lascols     | 978         | 0,17        | 0      |
|                       | |                      |             |             |        |
| Inscrits              | Inscrits | Inscrits             | 750 192     | 100,00      | 12     |
| Abstentions           | Abstentions | Abstentions          | 167 701     | 22,35       |        |
| Votants               | Votants | Votants              | 582 491     | 77,65       |        |
| Blancs et nuls        | Blancs et nuls | Blancs et nuls       | 14 295      | 2,45        |        |
| Exprimés              | Exprimés | Exprimés             | 568 196     | 97,55       |        |

### Listes complètes en présence
| Liste Étiquette politique (partis et alliances) | Liste Étiquette politique (partis et alliances) | Candidats (et remplaçants éventuels) |
| ----------------------------------------------- | --- | --- |
|                                                 | Pour une majorité de progrès avec le président de la République Parti socialiste | 1. Michel Rocard 2. Martine Frachon 3. Bernard Schreiner 4. Guy Malandain 5. Georges Mougeot 6. Olivier Thierry d'Argenlieu 7. Gérard Desseigne 8. Christian Laroche 9. Jean Berthaud 10. Bernadette Ragot 11. Roland Prédiéri 12. Marcel Mortier ————————————13. Jean-François Thil 14. Basile Volokhine                                                              |
|                                                 | Liste RPR en Yvelines Rassemblement pour la République | 1. Michel Péricard 2. Franck Borotra 3. Robert Wagner 4. Étienne Pinte 5. Jacques Masdeu-Arus 6. Marie-Edith Grange 7. Pierre Daniel 8. Jean-François Bianchetti 9. Annick Blondeau 10. Jean-Louis Levet 11. Monique Le Saint 12. Jacques Myard ————————————13. Jean-François Pavillon 14. Guy Lewin                                                                   |
|                                                 | Rassembler les Yvelines pour la France, Divers droite (Union pour la démocratie française dissident)                                                                                | 1. Christine Boutin 2. Philippe Gayet 3. Emeric Gros 4. Gérard-Charles Martin 5. Marie-Laure Vanier 6. Patrick Michel 7. Dominique Perrin 8. Chantal Ganne 9. Christiane Binot 10. Hubert Dabescat 11. Jacques Saunier 12. Dominique Vauché ————————————13. Marc Jozan 14. Robert Delorozoy                                                                            |
|                                                 | Liste de Rassemblement national présentée par le Front national Front national | 1. Georges-Paul Wagner 2. Michel Bayvet 3. Laurence Bich 4. Martine Lehideux 5. Didier Lecerf 6. Pierre Pezet 7. Marc Parsy 8. Jacques Le Morvan 9. Olivier Bret 10. Louis Martinet 11. Roger Montjarret 12. Nuntsia Domela ————————————13. Jean Pottemain de La Rocque 14. Bernard Fière                                                                              |
|                                                 | Liste UDF du renouveau, Union pour la démocratie française (Centre des démocrates sociaux - Parti républicain - Parti radical - Clubs Perspectives et Réalités - Adhérents directs) | 1. Paul-Louis Tenaillon (CDS) 2. Pierre Lequiller (CPR) 3. Janine Cayet (PR) 4. Laurent Wetzel (CDS) 5. Jean-Louis Ayme (AD) 6. Michel Sevin (CDS) 7. Marie-Thérèse Pirolli (UDF app.) 8. Michel Zeller (Rad.) 9. Angèle Duponchel (PR) 10. Michel Dobremelle (PR) 11. Régis Couturier 12. Bertrand de Jaham ————————————13. Jean-Pierre Bréant 14. Jean Chastang (PR) |
|                                                 | Liste présentée par le Parti communiste français Parti communiste français | 1. Jacqueline Hoffmann 2. Eugène Seleskovitch 3. Georges Godin 4. Roger Le Toullec 5. Chantal Leclerc 6. Daniel Ferrenbach 7. Pierre Soulat 8. Maurice Quettier 9. Christine Thouzeau 10. Marcel Chauvin 11. Alain Bascoulergue 12. Sylvie Huet ————————————13. Pierre Sellincourt 14. Rémy Rinjeonnaud                                                                |
|                                                 | Écologie 78 Les Verts | 1. André Hautot 2. Georges Bodu 3. Maurice Gouaislin 4. Bernard Daubigney 5. Pascal Mugnier 6. Marcel Authelet 7. Denis Plain 8. Jean-Pierre Choquet 9. Patrice Duquesne 10. Isabelle Chesneau 11. Philippe Reuze 12. François Schafer ————————————13. Christian Huot 14. Gilbert Fichter                                                                              |
|                                                 | Liste Lutte ouvrière Lutte ouvrière | 1. Daniel Bénard 2. Paule Lauron 3. Alain Luguet 4. Jean-Paul Rigollet 5. Philippe Gaillard 6. Jean-Claude Cotentin 7. Christine Egasse 8. Elie Abadie 9. Paulette Delpont 10. Guy Bélier 11. Brigitte Evard 12. Daniel Mocher ————————————13. Roland Jô 14. Michèle Camberlin                                                                                         |
|                                                 | Liste du Mouvement pour un parti des travailleurs Yvelines Mouvement pour un parti des travailleurs                                                                                 | 1. Jean Delarue 2. Christine Hustache-Mater 3. Roger Durand 4. Françoise Guigue 5. Noghdine Tlemsani 6. Jacqueline Gavet 7. Jean-Marie Floquet 8. Colette Imbert 9. Jean-Claude Gauthier 10. Jean-Claude Mater 11. Maurice Martin 12. Léontine Mazarin ————————————13. Serge Hugot 14. René Béancourt                                                                  |
|                                                 | Liste du Parti ouvrier européen Parti ouvrier européen | 1. Philippe Cadoux 2. Jacques Ehlinger 3. Sylvie Rey 4. Pierre Nilly 5. Philippe Jamet 6. Jean-Charles Auger 7. Jacqueline Valette 8. Neil Edmondson 9. Constance Moreau 10. Josette Kauffmann-Tourkestansky 11. Jean-Jacques Monot 12. Bernard Gaudio ————————————13. Yolande Aglossi 14. Paul Fesquet                                                                |
|                                                 | Liste LCR Ligue communiste révolutionnaire | 1. Philippe Lascols 2. Denise Douzant-Rosenfeld 3. Marc Stalin 4. Lucien Fauchereau 5. Michel Beaugeois 6. Dominique Feugère 7. Gérard Delobeau 8. Didier Malinosky 9. Chantal Porcher 10. Jean-François Chimot 11. Gérard Gagnier 12. Jean-Christophe Capelier ————————————13. Sylvie Arlot 14. Gérard Filoche                                                        |